# Fraser (Colorado)
Fraser è un centro abitato (town) degli Stati Uniti d'America, situato nella contea di Grand dello Stato del Colorado. Nel censimento del 2000 la popolazione era di 910 abitanti.

## Geografia fisica
Secondo i rilevamenti dell'United States Census Bureau, Fraser si estende su una superficie di 4,8 km².